# Jutlândia do Norte (região)
A Região da Jutlândia do Norte (Region Nordjylland) é uma das 5 regiões administrativas da Dinamarca.
Está situada no norte da península da Jutlândia. 
O seu centro administrativo (hovedsæde) está em Aalborg, a maior cidade da região. O seu Conselho Regional (Regionsråd) tem 41 deputados.
Tem uma área de 7 885,4 km² e uma população de 590,439 (2021), sendo assim a região menos povoada do país.

Foi criada pela Reforma Estrutural da Dinamarca em 2007, a qual substituiu os antigos 14 condados (amter) por 5 novas regiões (regioner). 
Abrange o antigo condado da Jutlândia do Norte (Nordjyllands Amt), e ainda partes do condado de Viborg (Viborg Amt) e do condado de Århus (Århus Amt).

## Áreas de responsabilidade
A ”Região Jutlândia do Norte” tem como função dominante a gestão da saúde pública.                                                                                                                                   Está igualmente encarregada da planificação geral da região, com especial relevo para os transportes coletivos e para várias instituições sociais regionais.                                                                                                     O seu financiamento é feito pelo estado e pelas comunas, não tendo direito a lançar impostos regionais. 

## Municípios
A ”Região Jutlândia do Norte” é constituida por 11 comunas (kommuner).

|  | - Aalborg - Brønderslev - Frederikshavn - Hjørring - Jammerbugt - Læsø - Mariagerfjord - Morsø - Rebild - Thisted - Vesthimmerland |

| Maiores cidades da região |               |                   |
| Nr                        | Cidade        | Habitantes (2014) |
| 1                         | Aalborg       | 109.092           |
| 2                         | Hjørring      | 24.762            |
| 3                         | Frederikshavn | 23.156            |
| 4                         | Nørresundby   | 21.761            |
| 5                         | Thisted       | 13.079            |